# IC 4301
IC 4301 ist eine Spiralgalaxie vom Hubble-Typ Sbc im Sternbild Jagdhunde am Nordsternhimmel. Sie ist rund 317 Millionen Lichtjahre von der Milchstraße entfernt und hat einen Durchmesser von etwa 150.000 Lichtjahren.
Im selben Himmelsareal befinden sich unter anderem die Galaxien IC 4302, IC 4304, PGC 2028702, PGC 2029530.
Das Objekt wurde am 1. Juli 1896 von Stéphane Javelle entdeckt.